# Rohrsheim

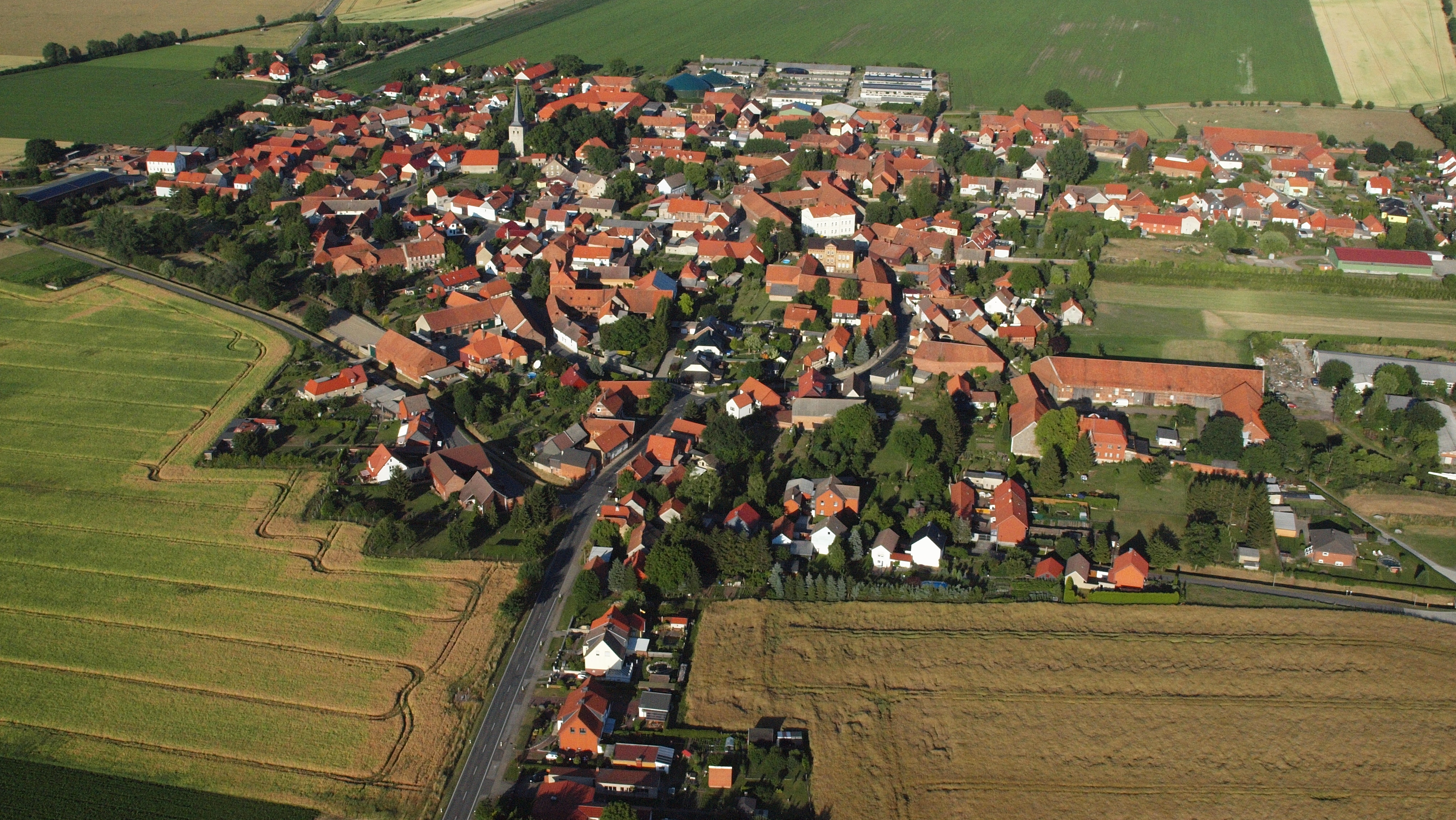
Rohrsheim, Luftaufnahme (2015)

Rohrsheim ist ein Ortsteil der Stadt Osterwieck im Landkreis Harz in Sachsen-Anhalt. Das Dorf liegt etwa 20 Kilometer (Luftlinie) nordwestlich von Halberstadt an der Landesstraße L 78 zwischen Dedeleben und Hessen. Der Ort hat rund 670 Einwohner.

## Geschichte
Erstmals erwähnt wurde Rohrsheim am 6. August 941 in einer Schenkungsurkunde König Ottos an das Moritzkloster Magdeburg. Zu diesem Zeitpunkt nannte man den Ort Rareshein im Herdaja (Harzgau) in der Grafschaft Thietmars. Rohrsheim gehörte zum Burgbezirk der Westerburg.
Auf der Westerburg wurden am 14. Juli 1596 zwei und am 12. Mai 1597 drei weitere Frauen aus Rohrsheim in Hexenprozessen auf Betreiben des Amtmanns Peregrinus Hünerkopf verbrannt. Katharina Bernburg aus Rohrsheim floh nach Wernigerode, wurde aber dort wegen angeblicher Hexerei am 6. Juni 1597 verbrannt. Ein weiteres Opfer war am 13. August 1597 die junge Anna Meyer aus Rohrsheim.
Am 11. September 2003 wurde Rohrsheim ein Teil der Gemeinde Aue-Fallstein, die am 1. Januar 2010 mit den anderen Gemeinden der Verwaltungsgemeinschaft Osterwieck-Fallstein zur neuen Stadt Osterwieck fusionierte.

## Sonstiges
- Die evangelisch-lutherische Kirchengemeinde zählt rund 130 Mitglieder.
- Zu den Vereinen der Gemeinde zählen der Sportverein SG Germania Rohrsheim von 1892 e. V., die Schützengesellschaft 1885 zu Rohrsheim e. V. und der Männergesangsverein Concordia Rohrsheim.
- In Rohrsheim befindet sich eine Windkraftanlage des Typs Enercon E-112 mit 125 Metern Nabenhöhe und 114 Metern Rotordurchmesser, die bei Inbetriebnahme eine der höchsten Windkraftanlagen in Sachsen-Anhalt war.
- Am Rande von Rohrsheim befand sich bis 2021 eine Zweiflüglige Windkraftanlage des Typs Lagerwey LW27. Die Anlage wurde aufgrund einer Schweren Havarie am einen Flügel abgebaut. Daher stand die Anlage von 2019 bis 2021 mit nur einen Flügel. Mit Baujahr 1995 war es einer der ersten im Landkreis Harz.  Die Anlage stand etwa 200 m vom Friedhof Rohrsheim entfernt.